# Владимир и Ярополк
«Владимир и Ярополк» — трагедия русского писателя Якова Княжнина, написанная в 1772 году и опубликованная в 1787. Её действие происходит на Руси в X веке, в центре сюжета борьба за власть между братьями Ярополком и Владимиром, в которой Ярополк погиб. Важную роль в действии играет вельможа по имени Свадель (возможный прототип — Свенельд), осуждающий междоусобицы и противопоставленный заглавным героям.
Княжнин написал эту пьесу в 1772 году. Исследователи отмечают, что многие реплики, монологи и даже целые сцены восходят к «Андромахе» Жана Расина. Трагедия была подготовлена к постановке, но премьера так и не состоялась — по официальной версии, из-за «многих театральных неисправностей». Реальными причинами могли стать некомплиментарное изображение Владимира Святославича (крестителя Руси, получившего официальный статус «равноапостольного князя») и несогласие императрицы Екатерины II с исторической концепцией Княжнина.